# Permutacija
Permutacija je pojam koji se u matematici odnosi na nekoliko različitih značenja u različitim područjima. Za n različitih elemenata, broj njihovih permutacija je {\displaystyle n(n-1)(n-2)...1=n!}

## Teorija skupova
U teoriji skupova, permutacija nekog skupa S je bijekcija tog skupa. Ako je S konačni skup s n elemenata, tada je broj njegovih permutacija {\displaystyle n!}.

## Kombinatorika
U kombinatorici, permutacija je niz koja sadrži točno jednom svaki element iz nekog konačnog skupa. Koncept niza se razlikuje od koncepta skupa po tome što u skupu nije određen redoslijed elemenata, dok su u nizu točno određeni prvi, drugi, itd. elementi.
Naziv k-permutacija označava niz koje sadrži točno k različitih elemenata iz nekog skupa s k ili više članova. Ako taj skup sadrži n članova, broj k-permutacija računa se prema formuli:
{\displaystyle n^{\underline {k}}={\frac {n!}{(n-k)!}}.}